# Dubová (stacja kolejowa)
Dubová – stacja kolejowa znajdująca się we wsi Nemecká w kraju bańskobystrzyckim na linii kolejowej nr 172 Banská Bystrica – Červená Skala na Słowacji.